# John M. Wright
John Macnair Wright (* 14. April 1916 in Los Angeles, Kalifornien; † 27. Januar 2014 in Riverside, Riverside County, Kalifornien) war ein Generalleutnant der United States Army.
In den Jahren 1936 bis 1940 durchlief John Wright die United States Military Academy in West Point. Nach seiner Graduation wurde er als Leutnant der Küstenartillerie zugeteilt. In der Armee durchlief er anschließend alle Offiziersränge vom Leutnant bis zum Drei-Sterne-General.
John Wright wurde dem 91. Küstenartillerieregiment zugewiesen, das zu den Philippine Scouts gehörte und außer den Offizieren zumeist aus philippinischen Soldaten bestand. Das Regiment war auf Corregidor stationiert. Im Jahr 1942 geriet Wright im Zuge des japanischen Angriffs auf die Insel in japanische Kriegsgefangenschaft, in der er die folgenden Jahre bis zum Ende des Zweiten Weltkriegs verblieb. Über seine Erfahrungen in jenen Jahren verfasste er später ein Buch unter dem Titel Captured on Corregidor: Diary of an American P.O.W. in World War II.
Nach seiner Befreiung im September 1945 verbrachte Wright das folgende Jahr zur Erholung von den Folgen der Gefangenschaft im Krankenhaus bzw. in ärztlicher Betreuung. Nachdem er wieder aktiv seinen Dienst aufgenommen hatte, wechselte er von der Küstenartillerie zur Infanterie, wo er zum Fallschirmspringer ausgebildet wurde. Im Jahr 1948 wurde er als Militärattaché an die amerikanische Botschaft in Paraguay versetzt. Anschließend absolvierte er die Infantry School. Danach wurde er Bataillonskommandeur beim 508. Luftlanderegiment in Fort Benning in Georgia.
Während des Koreakriegs gehörte John Wright dem Stab eines Regiments der 7. Infanteriedivision an. Dort war er in den Stabsabteilungen G1 (Personal) und G4 (Logistik) tätig. Nach dem Krieg studierte er zunächst an der University of Southern California. Nach einer zwischenzeitlichen Tätigkeit als Stabsoffizier im Heeresministerium absolvierte er das National War College. Es folgte eine Versetzung nach Deutschland, wo er bei verschiedenen Einheiten als Stabsoffizier tätig war. Mitte der 1960er Jahre erhielt er als Brigadegeneral eine Stelle im Stab der neugeschaffenen 11th Air Assault Division, deren Aufgabe es war, neue Methoden und Taktiken im Luftlandebereich zu erproben. Damals machte Wright auch eine Ausbildung zum Hubschrauberpilot. Dann wurde seine Einheit mit der 1. Kavalleriedivision verschmolzen und im Vietnamkrieg eingesetzt.
Nach seiner Rückkehr wurde Wright zum Generalmajor befördert und erneut als Stabsoffizier im Pentagon verwendet. Dort leitete er eine Studie über die Anforderungen an das Heeresfliegerkorps im Kampfeinsatz. Diese Studie war ein wichtiger Bestandteil der weiteren Entwicklung der Heeresfliegerei. Im Jahr 1967 übernahm Wright das Kommando über das Infantry Center und die Infantry School in Fort Benning. Von Mai 1969 bis Mai 1970 hatte er den Oberbefehl über die 101. Luftlandedivision, mit der er erneut in Vietnam eingesetzt war. Dabei war er mit seiner Division in mehrere Gefechte verwickelt, dazu gehörte auch die Schlacht am Hamburger Hill. Seine Anweisung zur heimlichen Aufgabe des Hügels löste damals öffentliche Diskussionen aus.
Unbeschadet dieser Kontroversen wurde Wright zum Generalleutnant befördert und zum neuen Comptroller of the United States Army ernannt. Dieses Amt bekleidete er von 1970 bis 1972. Anschließend schied er aus dem aktiven Militärdienst aus. Im folgenden Jahr erhielt er einen akademischen Grad der George Washington University im Fach internationale Beziehungen.
In den Jahren nach seiner Militärzeit engagierte sich John Wright in der Organisation Boy Scouts of America und wurde ein einflussreiches Vorstandsmitglied dieser Organisation. Außerdem war er Mitglied der Vietnam Helicopter Pilots Association (VHPA). Er starb am 27. Januar 2014 in Riverside in Kalifornien.

## Orden und Auszeichnungen
John Wright erhielt im Lauf seiner militärischen Laufbahn unter anderem folgende Auszeichnungen:
- Army Distinguished Service Medal (2-Mal)
- Silver Star (2-Mal)
- Legion of Merit (2-Mal)
- Distinguished Flying Cross
- Air Medal (mehrfach)
- Purple Heart (2-Mal)